# Рибосомний білок S15a
Рибосомний білок S15a (англ. Ribosomal protein S15a) – білок, який кодується геном RPS15A, розташованим у людей на короткому плечі 16-ї хромосоми. Довжина поліпептидного ланцюга білка становить 130 амінокислот, а молекулярна маса — 14 840.
| 10         |  | 20         |  | 30         |  | 40         |  | 50         |
| ---------- |  | ---------- |  | ---------- |  | ---------- |  | ---------- |
| MVRMNVLADA |  | LKSINNAEKR |  | GKRQVLIRPC |  | SKVIVRFLTV |  | MMKHGYIGEF |
| EIIDDHRAGK |  | IVVNLTGRLN |  | KCGVISPRFD |  | VQLKDLEKWQ |  | NNLLPSRQFG |
| FIVLTTSAGI |  | MDHEEARRKH |  | TGGKILGFFF |  |            |  |            |

A: Аланін

C: Цистеїн

D: Аспарагінова кислота

E: Глутамінова кислота

F: Фенілаланін

G: Гліцин

H: Гістидин

I: Ізолейцин

K: Лізин

L: Лейцин

M: Метіонін

N: Аспарагін

P: Пролін

Q: Глутамін

R: Аргінін

S: Серин

T: Треонін

V: Валін

W: Триптофан

Цей білок за функціями належить до рибонуклеопротеїнів, рибосомних білків.